# Víctor Tomás
Pour les articles homonymes, voir Tomas.
Víctor Tomás González, né le 15 février 1985 à Barcelone, est un handballeur espagnol évoluant au poste d'ailier droit. 
Avec l'équipe nationale espagnole, il est notamment champion du monde 2013.
Fidèle à son club du FC Barcelone où il a évolué pendant 21 ans entre 1999 et 2020, il a notamment remporté trois Ligues des champions et douze Championnats d'Espagne. En son honneur, le club a rétiré son maillot en novembre 2022.

## Palmarès

### En club
Compétitions internationales
- Ligue des champions (C1)
  - Vainqueur (3) : 2005, 2011, 2015
  - Finaliste en 2010, 2013, 2020
- Vainqueur de la Coupe de l'EHF (C3) (1) : 2003
- Vainqueur de la Supercoupe d'Europe (1) : 2003
- Vainqueur de la Coupe du monde des clubs (4) : 2013, 2014, 2017, 2018

Compétitions nationales
- Vainqueur du Championnat d'Espagne (12) : 2003, 2006, 2011, 2012, 2013, 2014, 2015, 2016, 2017, 2018, 2019, 2020
- Vainqueur de la Coupe du Roi (11) : 2004, 2007, 2009, 2010, 2014, 2015, 2016, 2017, 2018, 2019, 2020
- Vainqueur de la Coupe ASOBAL (10) : 2010, 2012, 2013, 2014, 2015, 2016, 2017, 2018, 2019, 2020
- Vainqueur de la Supercoupe d'Espagne (12) : 2004, 2007, 2009, 2010, 2013, 2014, 2015, 2016, 2017, 2018, 2019, 2020

### En sélection nationale

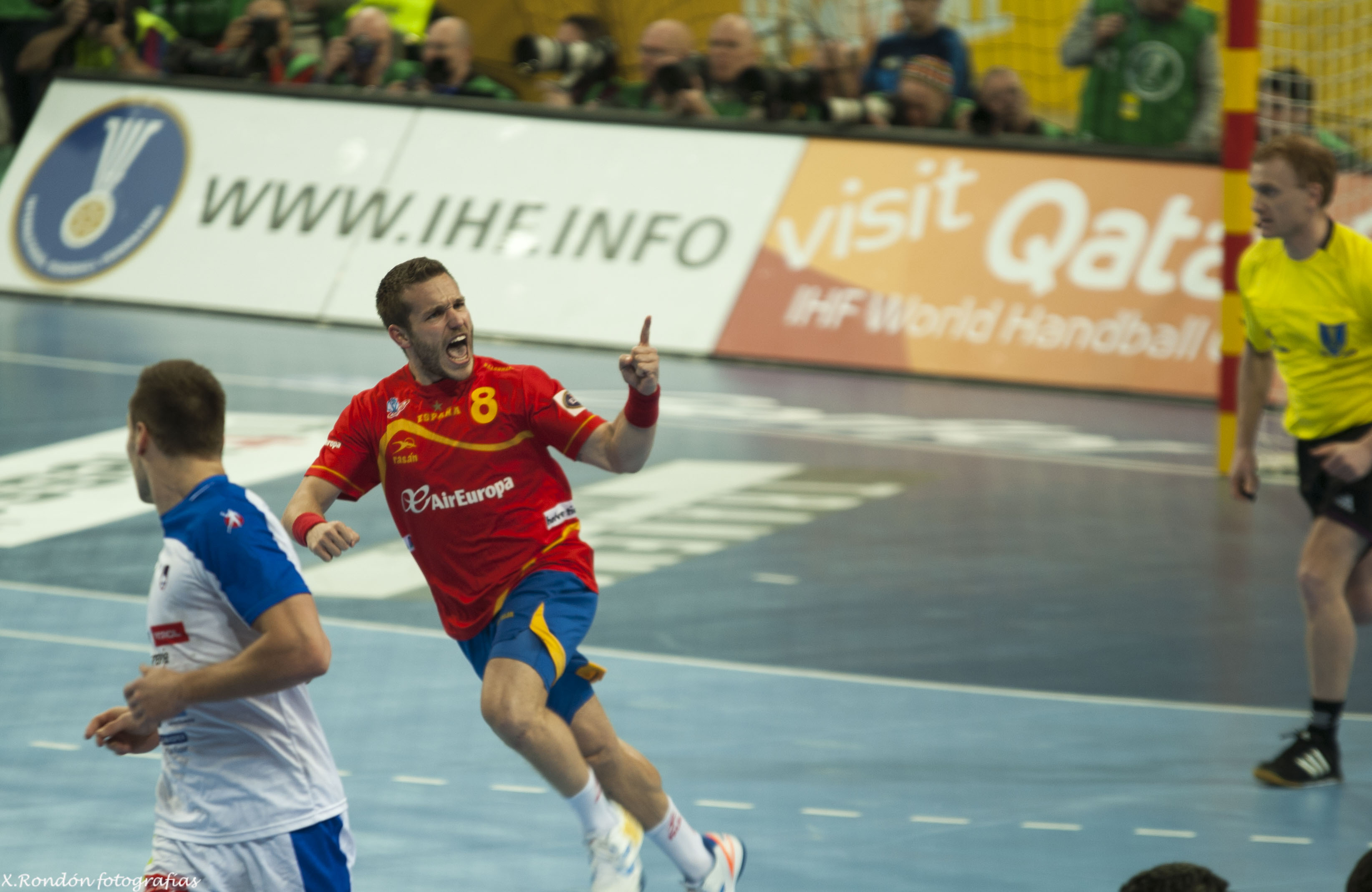
Víctor Tomás au championnat du monde 2013.

Le parcours de Victor Tomas en compétitions internationales est
Jeux olympiques 
- Médaille de bronze aux Jeux olympiques de 2008 à Pékin,  Chine
- 7e place aux Jeux olympiques de 2012 à Londres,  Royaume-Uni

Championnat du monde
- 7e place au Championnat du monde 2007,  Allemagne
- 13e place au Championnat du monde 2009,  Croatie
- Médaille d'or au Championnat du monde 2013,  Espagne
- 4e place au Championnat du monde 2015,  Qatar
- 5e place au Championnat du monde 2017,  France

Championnat d'Europe
- 6e place au Championnat d'Europe 2010 en  Autriche
- 4e place au Championnat d'Europe 2012 en  Serbie
- Médaille de bronze au Championnat d'Europe 2014 au  Danemark
- Médaille d'argent au Championnat d'Europe 2016 en  Pologne

### Distinctions personnelles
- Élu meilleur ailier droit de la saison en Espagne (4) : 2013, 2014, 2015 et 2017
- Élu meilleur ailier droit de la Ligue des champions (2) : 2015 et 2017

## Statistiques en coupes d'Europe
| Saison    | Club         | Europe | Europe | Europe |
| Saison    | Club         | Comp   | MJ     | Buts   |
| --------- | ------------ | ------ | ------ | ------ |
| 2002-2003 | FC Barcelone | C3     | ?      | ?      |
| 2003-2004 | FC Barcelone | C1     | 4      | 3      |
| 2004-2005 | FC Barcelone | C1     | 11     | 30     |
| 2005-2006 | FC Barcelone | C1     | 8      | 20     |
| 2006-2007 | FC Barcelone | C1     | 10     | 44     |
| 2007-2008 | FC Barcelone | C1     | 8      | 24     |
| 2008-2009 | FC Barcelone | C1     | 10     | 26     |
| 2009-2010 | FC Barcelone | C1     | 15     | 77     |
| 2010-2011 | FC Barcelone | C1     | 14     | 48     |
| 2011-2012 | FC Barcelone | C1     | 13     | 40     |
| 2012-2013 | FC Barcelone | C1     | 14     | 54     |
| 2013-2014 | FC Barcelone | C1     | 16     | 61     |
| 2014-2015 | FC Barcelone | C1     | 12     | 51     |
| 2015-2016 | FC Barcelone | C1     | 16     | 54     |
| 2016-2017 | FC Barcelone | C1     | 17     | 56     |
| 2017-2018 | FC Barcelone | C1     | 15     | 32     |
| 2018-2019 | FC Barcelone | C1     | 17     | 51     |
| 2019-2020 | FC Barcelone | C1     | 13     | 46     |
| Total     | Total        | Total  | 213    | 717    |